# Trochilus
Trochilus és un gènere d'ocells de la subfamília dels troquilins (Trochilinae) dins la família dels troquílids (Trochilidae).

## Taxonomia
Segons la Classificació del Congrés Ornitològic Internacional (versió 2.5, 2010), aquest gènere està format per dues espècies:
- colibrí cua de cinta bec-roig (Trochilus polytmus).
- colibrí cua de cinta becnegre (Trochilus scitulus).